# Tornado am Pfingstmontag

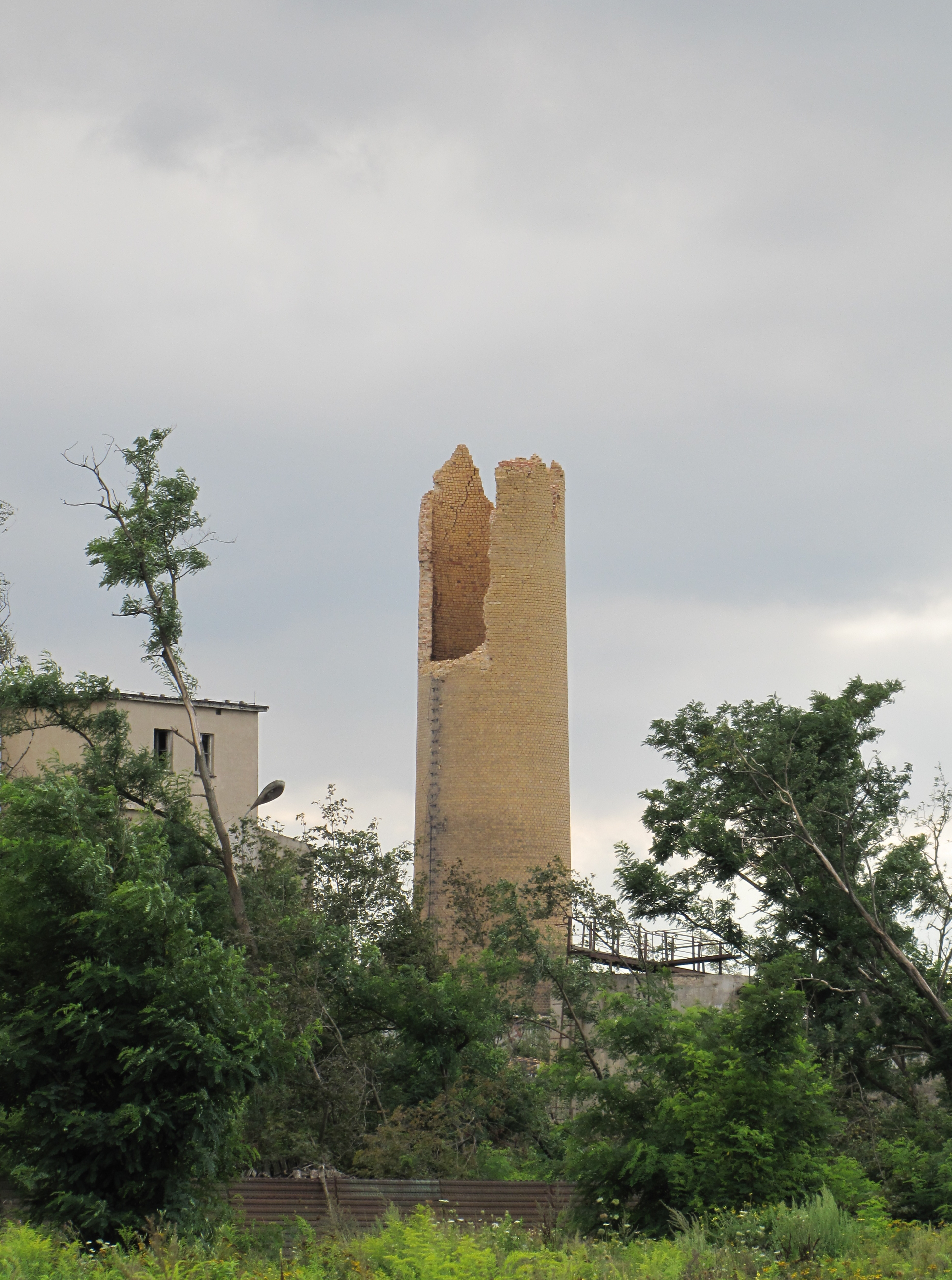
Ehemalige Papierfabrik Großenhain mit dem beim Tornado eingestürzten Schornstein (Höhe vor Einsturz 96 Meter)

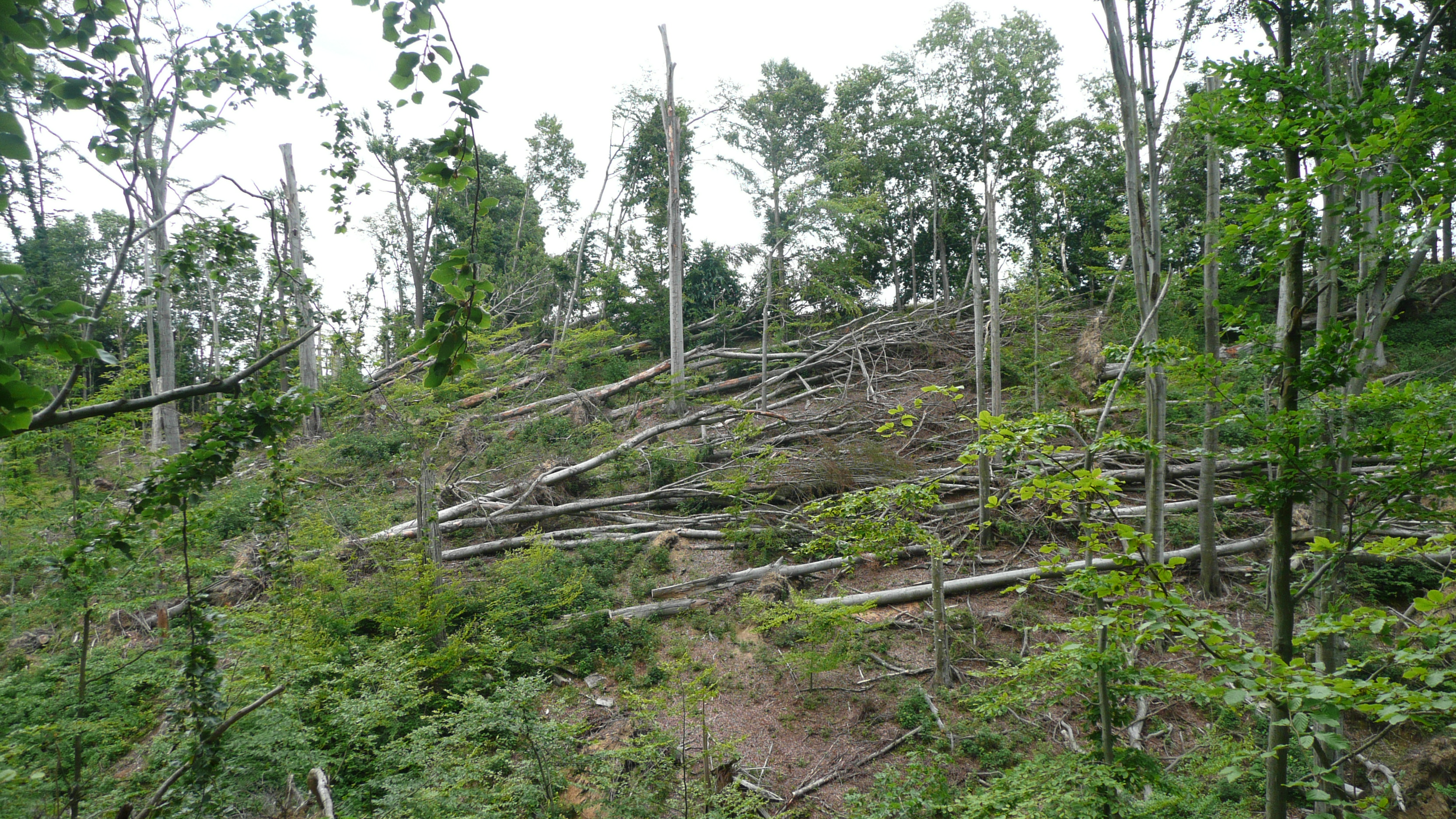
Zerstörungen im Seifersdorfer Tal

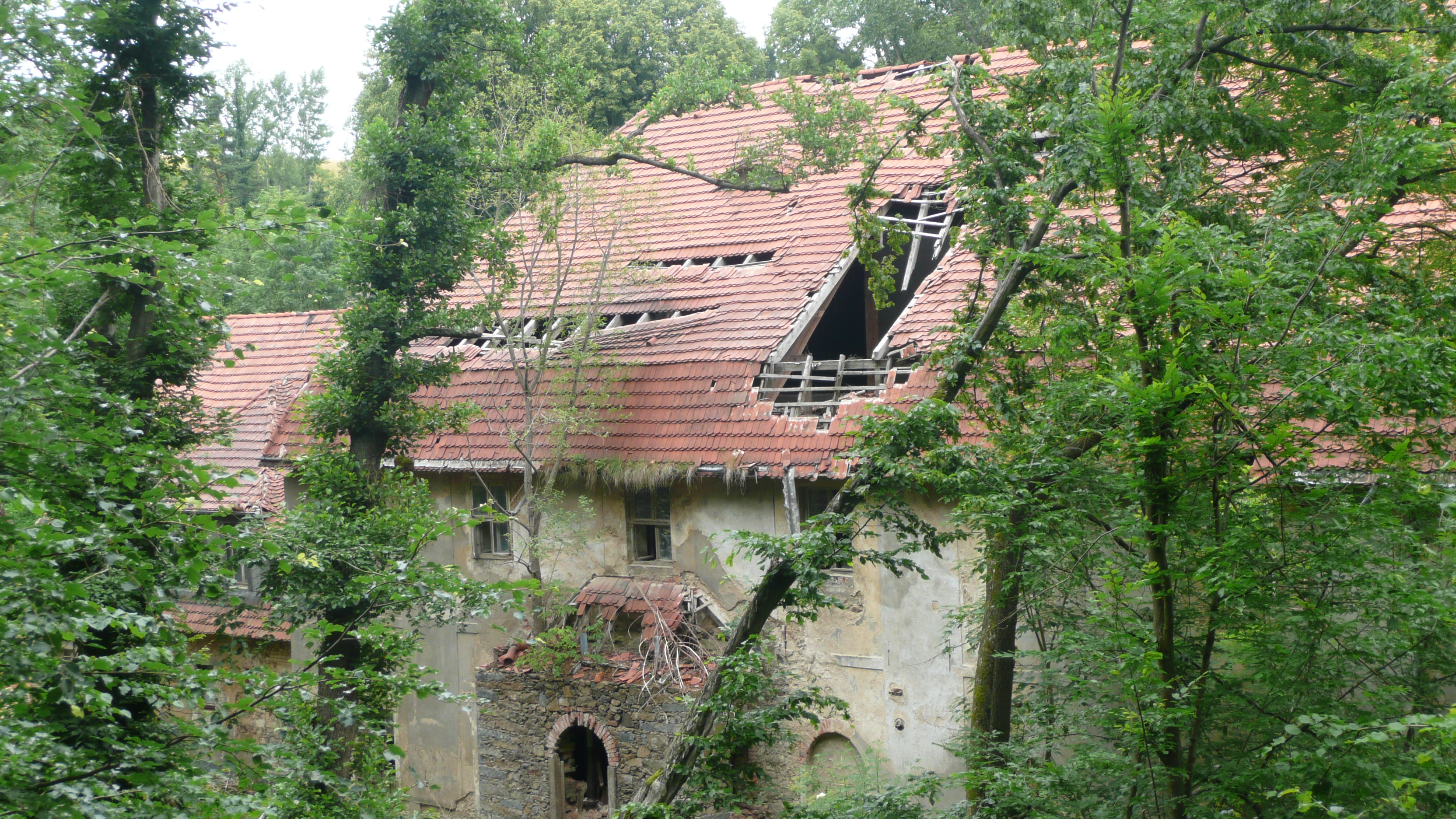
Zerstörungen an der Niedermühle im Seifersdorfer Tal

Tornado am Pfingstmontag ist die inoffizielle Bezeichnung für ein Unwetterereignis am 24. Mai 2010 in Brandenburg und Sachsen in der Region nördlich von Dresden. Jedoch war es kein einzelner Tornado, sondern eine Tornadoserie, begleitet von mehreren Downbursts (Gewitterfallböen). Das Ereignis stand im Zusammenhang mit schweren Gewittern am Nachmittag des Pfingstmontags 2010.
Die Spur des Unwetters war etwa 80 bis 100 km lang, von Nordwesten aus kommend. Wegen der langen Schadenspur ging man zunächst von einem Rekord aus; man vermutete die bisher längste Schneise eines einzelnen Tornados in Deutschland. Das Ereignis trat etwa zwischen 15:00 und 16:20 Uhr auf. Die Stärke betrug F2, möglicherweise auch F3 auf der Fujita-Skala. Die Windgeschwindigkeiten betrugen demnach bis ungefähr 300 km/h.
Örtlich dauerte das Ereignis jeweils nur etwa 15 Minuten.
Er führte insbesondere in Großenhain sowie weiteren Ortschaften des Landkreises Meißen und des Landkreises Elbe-Elster zu Schäden. Es gab ein Todesopfer, etwa 50 Verletzte und erheblichen Sachschaden. Etwa 3.000 Gebäude wurden beschädigt. Der Schaden betrug mehr als 100 Millionen Euro.

## Schadensspur
Nach Angaben des Staatsbetriebes Sachsenforst waren die Forstbezirke Taura, Dresden und Neustadt mit einer Waldfläche von 94.161 ha betroffen. Auf einer Schadfläche von 2.473 ha entstand eine Schadmenge in Höhe von 158.000 Erntefestmetern.
In Mühlberg wurden etwa 300 Häuser beschädigt.
Insbesondere Großenhain war schwer betroffen. Allein der Schaden an den Großenhainer Baudenkmälern bezifferte sich auf 10 Millionen Euro. Zwei Drittel der Straßenbeleuchtung wurden beschädigt. Der 18 ha umfassende Waldpark Kupferberg, der 40 ha große Stadtpark und der Park in Walda wurden vernichtet. Der Gartenschaupark verlor die Hälfte des Baumbestandes, der Großenhainer Friedhof 90 % seines Baumbestandes. 85 ha der Kleinraschützer Heide waren dem Erdboden gleich. Im Großenhainer Ortsteil Kleinthiemig wurden 80 % der Häuser abgedeckt.
Ein Kind starb, nachdem ein umstürzender Baum in Großenhain auf das Fahrzeug gefallen war, in dem es sich befand.
Schwere Zerstörungen richtete der Tornado auch in der Region Radeberg an, besonders im Seifersdorfer Tal, in der Landwehr, in Friedrichstal und im Hüttertal. Ebenfalls betroffen waren die Stadtrandsiedlung Am Taubenberg sowie das angrenzende Waldgebiet in Richtung Wallroda, hier besonders am Schafberg und am Hutberg. Dem Sturm fielen zahlreiche Bäume zum Opfer, und die Gebiete waren wochenlang nicht begehbar.